# Esmeralda (Cuba)
Esmeralda è un comune di Cuba, situato nella provincia di Camagüey.